# Ranunculus nigrescens
Ranunculus nigrescens é uma espécie de planta com flor pertencente à família Ranunculaceae. 
A autoridade científica da espécie é Freyn, tendo sido publicada em Prodromus Florae Hispanicae 3: 921. 1880.

## Portugal
Trata-se de uma espécie presente no território português, nomeadamente em Portugal Continental.
Em termos de naturalidade é endémica da Península Ibérica.

## Protecção
Não se encontra protegida por legislação portuguesa ou da Comunidade Europeia.